# Emilie Welti-Herzog
Emilie Welti-Herzog (Ermatingen, 17 december 1859 - Aarburg, 16 september 1923) was een Zwitserse operazangeres.

## Biografie

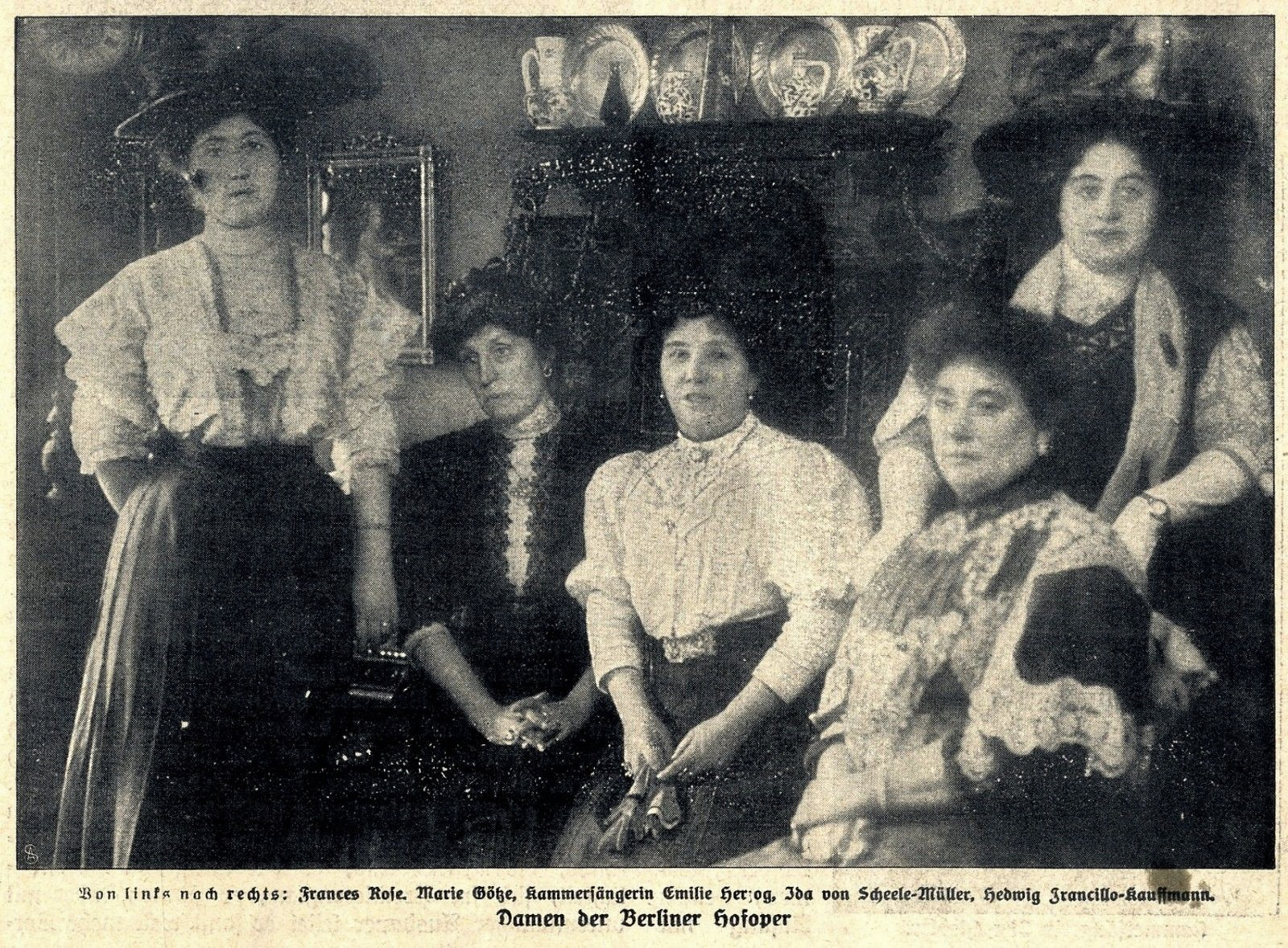
De Damen der Berliner Hofoper in 1908. V.l.n.r. Frances Rose, Marie Götze, Kammersängerin Emilie Welti-Herzog, Ida von Scheele-Müller en Hedwig Francillo-Kauffmann.

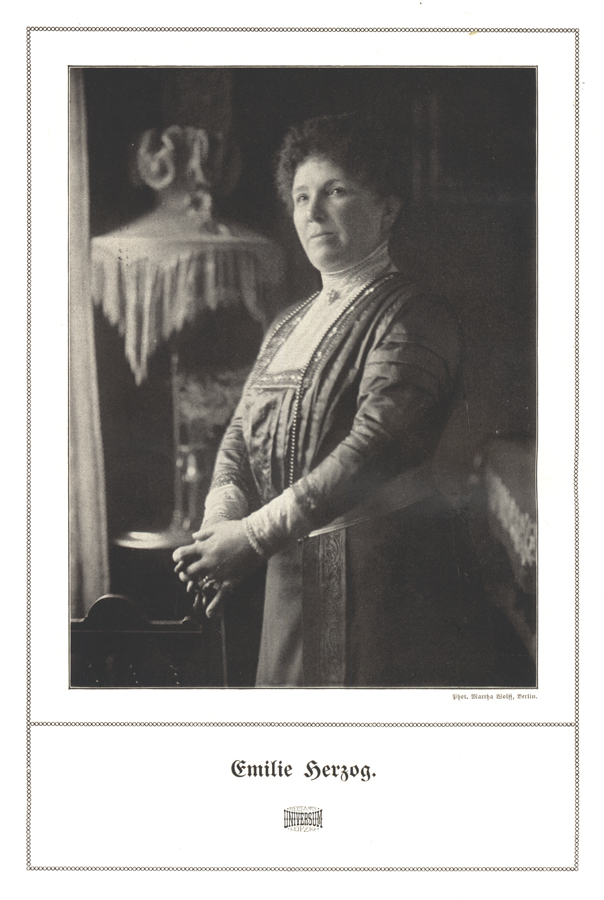
Emilie Welti-Herzog in 1910.

Emilie Welti-Herzog was een dochter van Heinrich Herzog, een leraar, en van Barbara Hui. In 1890 huwde ze Heinrich Welti, een muziekhistoricus. Ze volgde muziek- en zangstudies in Zürich en München. Van 1880 tot 1889 was ze vervolgens operazangeres aan het Beierse hof, en van 1889 tot 1910 in het Staatsoper Unter den Linden. Ze groeide uit tot een coloratuursopraan en bracht voornamelijk werk van Wolfgang Amadeus Mozart, zoals onder meer de rol van Fiordiligi in Così fan tutte, Donna Anna in Don Giovanni, Konstanze in Die Entführung aus dem Serail, Suzanna in Le nozze di Figaro en de Koningin van de Nacht in Die Zauberflöte.
Vanaf 1883 werd zij uitgenodigd om te zingen op het festival van Bayreuth, maar ze trad ook op in Bazel, Bern, Brussel, in het Bolsjojtheater in Moskou (1896), op het Mozartfestival in München (1898), in de Metropolitan Opera in New York (1899-1900) en verder in Parijs, Sint-Petersburg, Wenen en Zürich. Ze gaf tevens zangles aan de conservatoria van Berlijn en Zürich.

## Onderscheidingen
- In 1900 verkreeg ze de titel Kammersängerin aan het Pruisische hof.